# Hans Behn-Eschenburg
 (décembre 2024).
Si vous disposez d'ouvrages ou d'articles de référence ou si vous connaissez des sites web de qualité traitant du thème abordé ici, merci de compléter l'article en donnant les références utiles à sa vérifiabilité et en les liant à la section « Notes et références ».
Hans Behn-Eschenburg, né le 10 janvier 1864 à Obertrass (aujourd’hui Zurich), et mort le 18 mai 1938 à Küsnacht, est un ingénieur suisse. Ses travaux sur le moteur monophasé à courant alternatif sont capitaux dans l’électrification des chemins de fer.

## Biographie
Il fait des études de mathématiques et de physique à Zurich et Berlin entre 1886 et 1890. Behn-Eschenburg travaille dès 1892 à la fabrique de machine Oerlikon, où il devient chef électricien (1897-1911), directeur (1911-1913), directeur-technique général (1913-1928) et conseiller d’administration (1919-1938). Il se distingue dans la construction des moteurs monophasés à collecteur pour la traction. Il meurt le 18 mai 1938 à Küsnacht. 
Ses travaux portent sur la technique du courant alternatif, notamment sur le moteur asynchrone et sur le moteur monophasé à courant alternatif avec décalage du champ de commutation qui marque un tournant capital dans l’électrification des chemins de fer. 
Behn-Eschenburg a donné son nom au diagramme à une réactance de la machine synchrone.
C'est notamment lui qui crée le fameux circuit de Behn-Eschenburg.